# 城北镇 (利辛县)
刘家集乡，是中华人民共和国安徽省亳州市利辛县下辖的一个乡镇级行政单位。

## 行政区划
刘家集乡下辖以下地区：
刘南村、刘北村、大管村、翟腰楼村、陈营村、侯寨村、徐田村、刘染村、陆楼村、陆桃园村、陆小郢村、陆店村和三和村。